# MVS
MVS (англ. Multiple Virtual Storage, рус. многофункциональное виртуальное хранилище) являлась наиболее часто используемой операционной системой на компьютерах IBM System/370 и System/390. Он был разработан IBM, но не связан с другими мейнфреймовыми операционными системами IBM, например, VSE, VM, TPF.
Впервые выпущена в 1974 году, в дальнейшем несколько раз расширялась за счёт программных продуктов с новыми именами: MVS/SE, MVS/SP, MVS/XA, MVS/ESA. Затем преобразована в OS/390 и, наконец, в z/OS. IBM добавила поддержку UNIX (первоначально называлась OpenEdition MVS) в MVS/SP версии 4.3 и получила сертификаты POSIX и UNIX на нескольких различных уровнях от ІЕЕЕ, X/Open и The Open Group. Само ядро MVS при этом оставалось в основном той же операционной системой и программы, написанные для MVS, работали в z/OS без изменений.